# Digia
Digia是一家芬兰软件公司，在赫尔辛基证券交易所上市。Digia拥有近1200名员工，业务遍及亚洲、欧洲和美洲，在芬兰，中国，挪威，瑞典，俄罗斯和美国设有办事处。
2011年，Digia收购了诺基亚的Qt商业授权业务。2012年8月9日，Digia宣布已完成对诺基亚Qt业务及软件技术的全面收购，并计划将Qt应用到Android、iOS及Windows 8平台上。